# 二羰基(环戊二烯基)三甲基硅基铁
二羰基(环戊二烯基)三甲基硅基铁是一种有机铁化合物，化学式为(C5H5)Fe(CO)2[Si(CH3)3]。它可由二羰基环戊二烯基铁二聚体和三甲基氯硅烷电解得到。它和三氯化镓在正己烷中于室温反应，可以得到二羰基(环戊二烯基)铁基二氯化镓；铁源过量，在100 °C甲苯中反应，可以得到二[二羰基(环戊二烯基)铁基]氯化镓。